# McCormick megye
McCormick megye az Amerikai Egyesült Államokban, azon belül Dél-Karolina államban található. Megyeszékhelye és legnagyobb városa McCormick. Lakosainak száma 9526 fő (2020. április 1.). McCormick megye Greenwood, Edgefield, Columbia, Lincoln, Elbert és Abbeville megyékkel határos.

## Népesség
A megye népességének változása:
| Lakosok száma | 10 231 | 10 067 | 9976 | 9947 | 9706 | 9526 |
|               | 2010   | 2011   | 2012 | 2013 | 2015 | 2020 |